# Миттєві повідомлення
Миттє́ві повідо́млення або, повніше, систе́ма о́бміну миттє́вими повідо́мленнями (англ. Instant messaging, скорочено IM) — телекомунікаційна служба для обміну текстовими повідомленнями між комп'ютерами або іншими пристроями користувачів через комп'ютерні мережі (як правило через інтернет). Зазвичай і від початку, це були невеликі текстові повідомлення. Але з розвитком у систему були додані й інші функції, такі як передавання файлів, зображень, звукових сигналів та повідомлень, відео, а також здійснення спільних дій, таких як малювання або ігри.
Для користування цим видом комунікації необхідна клієнтська програма. Клієнтську програму системи миттєвих повідомлень часто називають інтернет-пейджером або месенджером.
Відмінність миттєвих повідомлень від, наприклад, електронної пошти тут в тому, що обмін повідомленнями відбувається в реальному часі. При відправлені повідомлення електронною поштою повідомлення зберігається у поштовій скриньці на сервері. Для того, щоб отримати повідомлення, отримувач повинен сам перевірити свою поштову скриньку і забрати їх. У інтернет-пейджерах зв'язок між користувачами утримується постійно і відправлене повідомлення одразу передається користувачу.
Обмін повідомленнями може бути або між двома, або між декількома співрозмовниками (конференція, чат).
Система миттєвих повідомлень працює за деяким протоколом. Протоколи бувають серверні або безсерверні. Найпоширенішими є серверні протоколи, коли месенджери не працюють самостійно, а підключаються до центрального комп'ютера мережі обміну повідомленнями, який називають сервером. Тому месенджери й називають клієнтами (клієнтськими програмами).
У безсерверних протоколах (FChat, NASSI, UChat) повідомлення передаються безпосередньо від одного співрозмовника до іншого.
Найпопулярнішими месенджерами 2019 року були WhatsApp, Facebook Messenger, WeChat і QQ Mobile.

Найпопулярнішими месенджерами в Україні у 2020 року були Viber, яким користувалися 99 % користувачів смартфонів у віці від 13 до 55 років і Facebook Messenger, WhatsApp та Skype поступово втрачають користувачів, ними користустуються менше половини користувачів, в той же час популярність Telegram росте.

## Компоненти системи
Кожна система миттєвого обміну повідомленнями повинна мати такі складові:
- Система ідентифікації (адресації) клієнтів.
- Система обліку стану клієнтів (хто є підключений, а хто ні)
- Система доставки повідомлень (зазвичай передає повідомлення через комп'ютерну мережу, але може наприклад безпосередньо до іншого користувача на тому самому комп'ютері)

### Система ідентифікації (адресації) клієнтів
У безсерверних протоколів виникають проблеми ідентифікації співрозмовника. Для точної ідентифікації клієнта вони можуть використовувати лише фізичну мережеву адресу (IP). Це створює складність, тому що на одному комп'ютері можуть знаходитися декілька користувачів.
Для вирішення цієї проблеми і були створені серверні протоколи.
У серверних протоколах виділяється сервер, який веде облік користувачів.
На сервері потрібно зареєструватися використовуючи ідентифікатор та пароль (необов'язково). Потім ідентифікація проходить через сервер.
Ідентифікатори користувачів — це зазвичай номер (ICQ) або спеціальне ім'я користувача (логін). У таких протоколах, як, наприклад, XMPP (Jabber) логін так само як і у електронних адресах містить домен і має вигляд ім'я_користувача@домен

### Система обліку стану користувачів
Більшість IM-клієнтів дозволяє користувачам бачити, чи підключені до мережі їхні співрозмовники в цей момент.
Стан користувачів у месенджерах називається статусом.
Існує три основних статуси, що відображають присутність/відсутність користувача у мережі:
- В мережі / Онлайн (англ. Online) — користувач під'єднаний до мережі і готовий до спілкування.
- Не в мережі / Офлайн (англ. Offline) — користувач поза мережею.
- Невидимий (англ. Invisible) — користувач знаходиться в мережі, але цей спеціальний статус не дозволяє бачити його всім іншим (або лише деяким) користувачам. Натомість вони бачать статус користувача як: «не в мережі».

Більшість протоколів дозволяє використовувати безліч статусів і вони можуть містити заданий користувачем текст (наприклад «Зайнятий, пишу дипломну» або «Вийшов в магазин») і додаткове зображення-іконку.
Зазвичай використовуються такі статуси:
- Відійшов (англ. Away). Традиційно вмикається коли користувач деякий час не користується комп'ютером. Може бути встановлений самим користувачем коли він відходить від комп'ютера або вмикатися автоматично самою програмою-клієнтом завдяки реєстрації часу бездіяльності користувача.
- Недоступний (англ. N/A — Non-Available). Традиційно вмикається коли користувач довгий час не користується комп'ютером. Може вмикатися автоматично самою програмою-клієнтом завдяки реєстрації часу бездіяльності користувача.
- Зайнятий (англ. Busy).
- Не турбувати (англ. DND — Do Not Disturb).
- Готовий побалакати (англ. Free for Chat).
- Вдома (англ. At home).
- На роботі (англ. At work).
- Їм (англ. Eating).
- Злий (англ. Evil)

### Список контактів
Користувач може створювати власний список контактів. Контакти можуть бути згруповані у групи з назвою. Більшість протоколів дозволяють зберігати список контактів на сервері, що створює певні зручності:
- Користувач може отримати його, знаходячись на іншому комп'ютері.
- Користувач може задавати власні правила для контактів. Наприклад список заблокованих (заборонених) контактів від яких він не бажає отримувати повідомлення («чорний список»). Або список контактів для яких його статус завжди видимий.
- Користувач може зберігати власні примітки для контактів

### Система журналювання повідомлень
Повідомлення можуть бути збережені у так званому журналі (історії) повідомлень. Цей журнал може бути переглянутий. Деякі протоколи (GTalk/XMPP) дозволяють, так само як і контакти, зберігати журнал на сервері.

### Інформація про користувачів
Майже всі поширені протоколи (окрім IRC) дозволяють користувачам задавати власну інформацію про себе у спеціальних анкетах. Деякі протоколи (XMPP) використовують для цього стандарт так званої візитної картки VCard.
Зазвичай анкети містять такі поля як:
- Нік (нікнейм, псевдонім)
- Справжнє ім'я
- Фото користувача або зображення (аватар)
- Адреса
- Дата народження та вік
- Інтереси
- Про себе
- Контактна інформація (електронна пошта, номери телефонів та інше)

Самі IM-клієнти можуть використовувати одну або кілька служб. Останнім часом програми миттєвого обміну повідомленнями стають найпопулярнішим засобом спілкування.

## Структура системи
За Полом Береном комунікаційні мережі умовно поділяють на:
- централізовані;
- децентралізовані;
- розподілені.

Цей розподіл також застосовують при характеристиці систем обміну миттєвими повідомленнями. Системи та протоколи, в яких сервери контролює єдина особа чи організація, відповідно називають централізованими системами обміну повідомленнями. Системи, в яких різні особи чи організації можуть контролювати сервери, які комунікують між собою завдяки відомому протоколу — децентралізованими, як XMPP та Matrix. А системи, в яких немає серверів і всі функції виконують клієнти — розподіленими, наприклад, Briar, Tox, Джамі тощо.

### Історичні
Вказані служби не працюють
- AOL Instant Messenger
- MSN Messenger
- Spicebird
- Yahoo! Messenger
- ICQ